# Monomikt
Als monomikt (von altgr. monos (μόνος), allein, einzig und miktos (μικτός), gemischt) oder monogen (altgr. monos (μόνος), allein, einzig, genos (γένος) Ursprung) bezeichnet man in der Petrologie Sedimentgesteine, die aus chemischen Elementen, Mineralien oder Gesteinsbruchstücken nur eines Ausgangsgesteins bestehen. Das Antonym ist polymikt. Ein Beispiel für ein monomiktes Gestein ist Marmor, das nur aus Calcitkristallen, also aus einer Mineralart, aufgebaut ist.